# Turley-Areal

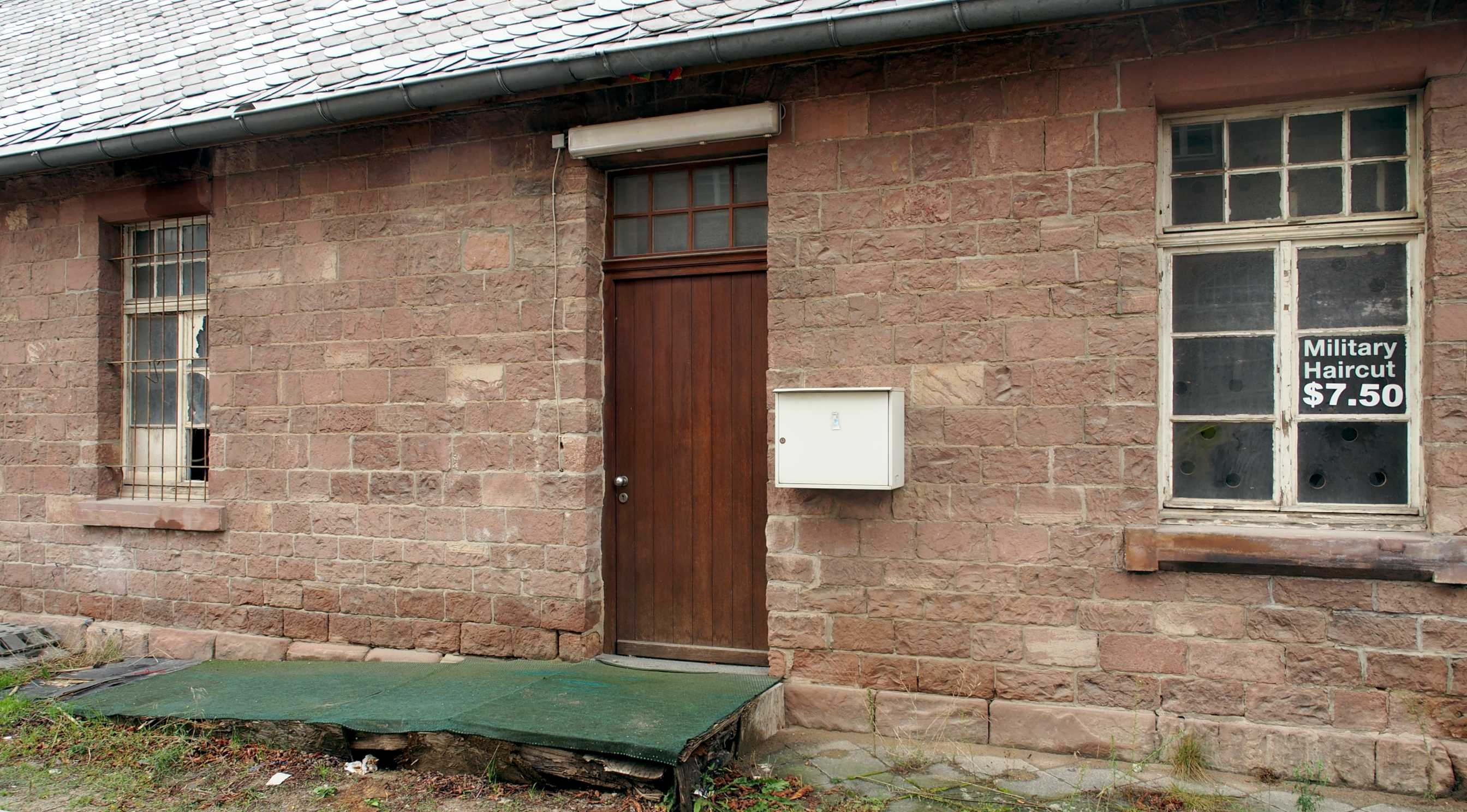
Friseursalon für amerikanische Soldaten in Mannheim.

Das Turley-Areal ist ein ehemaliges Militärgelände im Stadtteil Neckarstadt-Ost von Mannheim. Es umfasst eine Fläche von rund 13 Hektar und wurde von 1890 bis 2007 als Kaserne genutzt. Seit 2012 wird das Areal zu einem Wohn-, Kultur- und Gewerbequartier umgewandelt.

## Entstehung
Das Turley-Areal geht auf die Kaiser-Wilhelm-Kaserne zurück, die zwischen 1890 und 1894 erbaut wurde. Die Kaserne war Teil der militärischen Erweiterung Mannheims im späten 19. Jahrhundert, die durch die günstige strategische Lage der Stadt am Rhein und Neckar begünstigt wurde. Die Kaserne bot Platz für zwei Infanterie-Bataillone des 2. Badischen Grenadier-Regiments Kaiser Wilhelm I. Nr. 110, die im Volksmund als „die 110er“ bekannt waren.

## Kaiserzeit
Die Kaiser-Wilhelm-Kaserne war bis zum Ende des Ersten Weltkriegs ein wichtiger Standort des deutschen Heeres. Die Soldaten nahmen an verschiedenen Feldzügen teil, unter anderem am Boxeraufstand in China (1900–1901), am Herero- und Nama-Aufstand in Deutsch-Südwestafrika (1904–1908) und an der Westfront des Ersten Weltkriegs (1914–1918).

## Weimarer Republik und Nationalsozialismus
Nach dem Ersten Weltkrieg musste Deutschland aufgrund des Versailler Vertrags seine Armee reduzieren und Teile seines Territoriums entmilitarisieren. Die Kaiser-Wilhelm-Kaserne wurde daher ab 1919 überwiegend für zivile Wohnzwecke genutzt. Erst mit der Wiederbewaffnung des Rheinlands im Jahr 1936 zog die Wehrmacht wieder in die Kaserne ein. Während der Zeit des Nationalsozialismus diente die Kaserne als Ausbildungs- und Stationierungsort für verschiedene Einheiten, darunter das Infanterie-Regiment Nr. 110, das Panzerjäger-Abteilung Nr. 39 und das Artillerie-Regiment Nr. 69.

## Nachkriegszeit (Turley Barracks)
Nach dem Zweiten Weltkrieg wurde Mannheim von den amerikanischen Truppen besetzt, die auch die Kontrolle über die ehemalige Kaiser-Wilhelm-Kaserne übernahmen. Die Kaserne wurde in Turley Barracks umbenannt, nach dem US-Soldaten Samuel J. Turley Jr., der bei einem Angriff auf eine deutsche Stellung im November 1944 gefallen war. Die Turley Barracks wurden zu einem wichtigen Standort der US-Army in Europa, insbesondere während des Kalten Krieges und der NATO-Missionen auf dem Balkan. In der Hochphase bis 1990 waren in Mannheim mehr als 8.000 Soldaten und 25.000 zugehörige Zivilisten präsent.

## Konversion seit 2012
Im Zuge der Reduzierung der US-Streitkräfte in Europa wurden die Turley Barracks im Jahr 2007 geschlossen und an den Bund zurückgegeben. Im Jahr 2012 kaufte die städtische Entwicklungsgesellschaft MWSP das Gelände mit dem Ziel, es zu einem modernen Stadtteil mit urbaner Mischung aus vielfältigen Wohnformen, innovativem Arbeiten, Gemeinbedarf und Stadtteilkultur zu entwickeln. Dabei sollen sowohl historische Gebäude erhalten als auch neue Architektur geschaffen werden. Das Areal ist Teil eines umfassenden Konversionsprozesses in Mannheim, bei dem mehrere ehemalige Militärflächen einer zivilen Nutzung zugeführt.

## Wohnprojekte
Auf dem Turley-Areal wurden mehrere gemeinschaftliche Wohnprojekte realisiert, darunter „13ha Freiheit“, „umBAU² Turley“ und „SWK – Solidarischer Wohn- und Kulturraum Mannheim“. Diese Projekte sind Teil des Mietshäuser Syndikats und verfolgen das Ziel, dauerhaft bezahlbaren Wohnraum zu schaffen.
Das Wohnprojekt „13ha Freiheit“ befindet sich in einem denkmalgeschützten Kasernengebäude (Turleyplatz 8–9). Es wurde 2012 gegründet und 2016 fertiggestellt. Rund 60 Personen leben dort in 29 Wohnungen. Die Organisation erfolgt basisdemokratisch, die Finanzierung über Direktkredite und das Modell des Mietshäuser Syndikats. Die Miete beträgt etwa 7,60 €/m².
Das Projekt „umBAU² Turley“ entstand 2015/2016 als Neubau und bietet rund 25 Personen Wohnraum. Zwei Wohnungen werden an Geflüchtete vermietet. Das Gebäude wurde mit ökologischen Baustoffen errichtet und verfügt über eine Photovoltaikanlage sowie eine Paraffinspeicheranlage zur Wärmespeicherung. Die Miete liegt unter dem Marktniveau.
Das SWK-Projekt (Fritz-Salm-Str. 10) wurde 2016 fertiggestellt und bietet bis zu 23 Personen auf etwa 840 m² Wohnfläche Platz. Die Wohnungen sind als offene Wohnformen mit Gemeinschaftsflächen konzipiert. Auch dieses Projekt nutzt das Modell des Mietshäuser Syndikats, die Miete beträgt ca. 7,60 €/m². Das Haus ist als große Wohngemeinschaft angelegt, mit gemeinschaftlich genutzten Küchen, Wohnbereichen und einer Dachterrasse. Im Erdgeschoss, Keller und Garten gibt es Räume für kulturelle und kreative Aktivitäten.

## Kontroversen um den Turley-Investor Tom Bock

### Immobilienspekulation mit Baufeldern IV und V
Im Jahr 2012 sowie 2015 erwarb der Frankfurter Investor Tom Bock über seine Firmengruppe von der städtischen Entwicklungsgesellschaft MWSP die Baufelder IV und V auf dem Turley-Areal für insgesamt rund sechs Millionen Euro. In den Folgejahren wurden einige der Bestandsgebäude saniert und weiterentwickelt, einzelne Flächen auch veräußert. Dennoch blieben größere Teile der Baufelder, insbesondere im Bereich der Neubauentwicklung, unbebaut oder wurden nicht wie ursprünglich angekündigt weitergeführt. Im Spätsommer 2018 veräußerte Bock die Baufelder IV und V für 36 Millionen Euro an eine Investorengruppe um die Tipico-Gründer (Fortoon Development GmbH). Die Stadt Mannheim und lokale Medien übten Kritik an dem Vorgang als Beispiel für Immobilienspekulation und mangelnde Kontrolle bei der Vergabe städtischer Grundstücke.

### Investitionen aus dem 1MDB-Betrug
Nach Recherchen des lokalen Nachrichtenportals neckarstadtblog.de wurden für die Entwicklung des Turley-Areals durch Tom Bock auch veruntreute Gelder verwendet, die aus dem malaysischen 1MDB-Betrugsskandal stammten. Im Jahr 2012 erwarb Bock elf denkmalgeschützte Kasernengebäude sowie das Baufeld IV von der MWSP. Die Finanzierung dieser Käufe und der geplanten Investitionen erfolgte unter anderem durch Gelder, die über ein internationales Firmengeflecht aus den Vereinigten Arabischen Emiraten und der Schweiz nach Deutschland gelangten. Die damalige Ehefrau eines der Hauptakteure im 1MDB-Skandal wurde 2013 Gesellschafterin in Bocks Firmen und stellte ein Darlehen von knapp 5,5 Millionen Euro zur Verfügung, das explizit für das Projekt „SoHo Turley“ in Mannheim verwendet werden sollte. Öffentliche Akten der US-Justiz und Angaben aus dem deutschen Handelsregister lieferten hierfür hinreichende Belege. Auch internationale Medien wie der Sarawak Report dokumentierten die Verbindung der Geldflüsse aus dem 1MDB-Komplex nach Mannheim. Insgesamt flossen über 22 Millionen US-Dollar auf ein deutsches Konto, von dem aus die Mittel für die Investitionen auf Turley bereitgestellt wurden.

### Fortdauernde Probleme und juristische Auseinandersetzungen
Ab 2018 kam es zu erheblichen Baustopps und Verzögerungen auf den von Bock kontrollierten Baufeldern. Die MWSP kündigte im Juni 2019 sämtliche Verträge mit Tom Bock und seinen Gesellschaften wegen andauernder Leistungsstörungen, was zu langwierigen juristischen Auseinandersetzungen führte. 2022 wurden mehrere Baufelder zwangsversteigert, nachdem die Bock-Gruppe ihren finanziellen Verpflichtungen nicht mehr nachkam. Die Entwicklung auf den noch nicht fertiggestellten Bauten stagniert weiterhin. Im März 2023 wurde zudem ein Einspruch von Tom Bock gegen einen Strafbefehl wegen vorsätzlicher Insolvenzverschleppung im Zusammenhang mit der SoHo Turley Development GmbH vom Amtsgericht Mannheim verworfen; der Strafbefehl sieht eine Geldstrafe von 90 Tagessätzen vor.